# Дочка д'Артаньяна
«Дочка д'Артаньяна» (фр. La Fille de d'Artagnan) — французький пригодницький фільм 1994 року, поставлений режисером Бертраном Таверньє з Софі Марсо та Філіпом Нуаре у головних ролях.

## Сюжет
1654 рік. У невеликому віддаленому монастирі на півдні Франція живе і виховується дочка легендарного мушкетера д'Артаньяна Елоїза (Софі Марсо). Одного разу вночі в тихій жіночій обителі з'являється негр, що втік з корабля, який належав герцогові де Крассаку (Клод Ріш). Він просить про захист і допомогу. Настоятелька монастиря матір Тереза ховає його у своїй кімнаті. До монастиря уриваються вершники в чорному, які шукають утікача, під командою жінки в червоній сукні. Переслідувачі вбивають матір-настоятельку, і хапають нещасного раба. Але до рук Елоїзи потрапляє упущений ним документ, з якого виходить, що проти короля готується змова. Присягнувшись викрити зрадників і помститися за матінку, Елоїза вирушає до батька в Париж за допомогою. Під час подорожі до Елоїзи приєднується романтичний поет Кантен Нещасний (Нільс Таверньє). Коли Елоїза і Кантен знаходять д'Артаньяна (Філіп Нуаре), вони з розчаруванням виявляють, що він зовсім не прагне нових пригод. Але наполеглива Елоїза врешті-решт переконує батька зібрати своїх друзів-мушкетерів і вирушити рятувати Францію від лиходія-герцога.

## У ролях
| Софі Марсо        | ···· | Елоїза д'Артаньян  |
| Філіп Нуаре       | ···· | д'Артаньян         |
| Клод Ріш          | ···· | герцог де Крассак  |
| Самі Фрей         | ···· | Араміс             |
| Жан-Люк Бідо      | ···· | Атос               |
| Рауль Бійре       | ···· | Портос             |
| Шарлотта Каді     | ···· | Еглантін Рошфор    |
| Нільс Таверньє    | ···· | Кантен Нещасний    |
| Джіджі Проєтті    | ···· | кардинал Мазаріні  |
| Жан-Поль Руссійон | ···· | Планше             |
| Стефан Легро      | ···· | король Людовик XIV |

## Виробництво
Софі Марсо тренувалася з мечами протягом 2-х місяців до зйомок. Також вона зробила 90 % своїх трюків без допомоги дублерів.

## Визнання
| Нагороди та номінації фільму «Дочка д'Артяньяна» | Нагороди та номінації фільму «Дочка д'Артяньяна» | Нагороди та номінації фільму «Дочка д'Артяньяна» | Нагороди та номінації фільму «Дочка д'Артяньяна» | Нагороди та номінації фільму «Дочка д'Артяньяна» | Нагороди та номінації фільму «Дочка д'Артяньяна» |
| Рік                                              | Кінофестиваль/кінопремія                         | Категорія/нагорода                               | Номінант                                         | Результат                                        |                                                  |
| ------------------------------------------------ | ------------------------------------------------ | ------------------------------------------------ | ------------------------------------------------ | ------------------------------------------------ | ------------------------------------------------ |
| 1995                                             | Премія Сезар                                     | Найкраща акторка другого плану                   | Клод Ріш                                         | Номінація                                        |                                                  |
| 1995                                             | Премія Сезар                                     | Найкраща музика до фільму                        | Філіп Сард                                       | Номінація                                        |                                                  |